# Collegio elettorale di Galatina (Camera dei deputati)
Il collegio di Galatina fu un collegio elettorale uninominale della Repubblica Italiana per l'elezione della Camera dei deputati. Apparteneva alla circoscrizione Puglia e fu utilizzato per eleggere un deputato nella XII, XIII e XIV legislatura.
Venne istituito nel 1993 con la cosiddetta Legge Mattarella (Legge n. 277, Nuove norme per l'elezione della Camera dei deputati), attuata in seguito al referendum abrogativo del 1993. La legge istituì per la Camera dei deputati e per il Senato della Repubblica un sistema di elezione misto, in parte maggioritario e in parte proporzionale. Il 75% dei parlamentari dell'assemblea veniva eletto in collegi uninominali tramite sistema maggioritario a turno unico; il restante 25% alla Camera veniva eletto tramite sistema proporzionale con liste bloccate.
Il collegio venne abolito insieme a tutti gli altri che costituivano la Camera con la promulgazione della legge elettorale successiva, la cosiddetta Legge Calderoli. Questa prevedeva un sistema proporzionale con premio di maggioranza, che alla Camera veniva attribuito a livello nazionale.

## Territorio
Il collegio di Galatina era uno dei 34 collegi uninominali in cui era suddivisa la Puglia e, come previsto dal D.Lgs. del 20 dicembre 1993 n. 536, era interamente compreso nella provincia di Lecce e comprendeva i seguenti comuni: Aradeo, Calimera, Caprarica di Lecce, Castri di Lecce, Castrignano de' Greci, Cavallino, Corigliano d'Otranto, Cutrofiano, Galatina, Lizzanello, Martignano, San Donato di Lecce, Sogliano Cavour, Soleto, Sternatia e Zollino.

## Eletti
| Elezione | Elezione | Deputato        | Partito            |
| -------- | -------- | --------------- | ------------------ |
|          | 1994     | Antonio Rotundo | Progressisti (PDS) |
|          | 1996     | Antonio Rotundo | L'Ulivo (PDS/DS)   |
| 2001     |          | Antonio Rotundo | L'Ulivo (PDS/DS)   |

## Dati elettorali

### XII legislatura

#### Risultati proporzionale
| Coalizioni        | Coalizioni                | Liste                                 | Liste                              | Voti   | %     |
| ----------------- | ------------------------- | ------------------------------------- | ---------------------------------- | ------ | ----- |
|                   | Progressisti              |                                       | Partito Democratico della Sinistra | 14.801 | 21,60 |
|                   | Progressisti              | Rifondazione Comunista                | 3.806                              | 5,55   |       |
|                   | Progressisti              | Partito Socialista Italiano           | 3.139                              | 4,58   |       |
|                   | Progressisti              | Federazione dei Verdi                 | 1.623                              | 2,37   |       |
|                   | Progressisti              | Alleanza Democratica                  | 573                                | 0,84   |       |
|                   | Progressisti              | Movimento per la Democrazia - La Rete | 497                                | 0,73   |       |
| Totale coalizione | Totale coalizione         | 24.439                                | 35,67                              |        |       |
|                   | Patto per l'Italia        |                                       | Partito Popolare Italiano          | 11.309 | 16,50 |
|                   | Patto per l'Italia        | Patto Segni                           | 5.711                              | 8,33   |       |
| Totale coalizione | Totale coalizione         | 17.020                                | 24,83                              |        |       |
|                   | Polo del Buon Governo     |                                       | Alleanza Nazionale                 | 16.108 | 23,51 |
|                   | Democrazia e Solidarietà  | Democrazia e Solidarietà              | Democrazia e Solidarietà           | 3.415  | 4,98  |
|                   | Lista Pannella            | Lista Pannella                        | Lista Pannella                     | 2.492  | 3,64  |
|                   | Programma Italia          | Programma Italia                      | Programma Italia                   | 2.400  | 3,50  |
|                   | Socialdemocrazia          | Socialdemocrazia                      | Socialdemocrazia                   | 1.078  | 1,57  |
|                   | Lega d'Azione Meridionale | Lega d'Azione Meridionale             | Lega d'Azione Meridionale          | 485    | 0,71  |
|                   | Rinascita Salentina       | Rinascita Salentina                   | Rinascita Salentina                | 409    | 0,60  |
|                   | Alleanza Popolare         | Alleanza Popolare                     | Alleanza Popolare                  | 205    | 0,30  |
|                   | Solidarietà e Progresso   | Solidarietà e Progresso               | Solidarietà e Progresso            | 185    | 0,27  |
|                   | Unione Popolare           | Unione Popolare                       | Unione Popolare                    | 116    | 0,17  |
|                   | Alleanza di Programma     | Alleanza di Programma                 | Alleanza di Programma              | 103    | 0,15  |
|                   | Utopia                    | Utopia                                | Utopia                             | 65     | 0,09  |
| Totale            | Totale                    | Totale                                | Totale                             | 68.520 |       |

#### Risultati uninominale
|                               | Antonio Rotundo ✔️ Eletto | Progressisti                                      | 25 584 | 36,50 |  |  |  |  |  |
|                               | Gerardo Mario Filippo     | Polo del Buon Governo (FI - AN - CCD - UDC - PLD) | 22 794 | 32,52 |  |  |  |  |  |
|                               | Gaetano Gorgoni           | Patto per l'Italia                                | 15 956 | 22,76 |  |  |  |  |  |
|                               | Antonio Marra             | Democrazia e Solidarietà                          | 4 845  | 6,91  |  |  |  |  |  |
|                               | Francesco Stanca          | Lega d'Azione Meridionale                         | 912    | 1,30  |  |  |  |  |  |
| Totale                        | Totale                    | Totale                                            | 70 091 | 100   |  |  |  |  |  |
|                               |                           |                                                   |        |       |  |  |  |  |  |
| Fonte: Ministero dell'interno |                           |                                                   |        |       |  |  |  |  |  |

### XIII legislatura

#### Risultati proporzionale
| Coalizioni        | Coalizioni                         | Liste                                     | Liste                              | Voti   | %     |
| ----------------- | ---------------------------------- | ----------------------------------------- | ---------------------------------- | ------ | ----- |
|                   | Polo per le Libertà                |                                           | Forza Italia                       | 15.275 | 22,24 |
|                   | Polo per le Libertà                | Alleanza Nazionale                        | 12.237                             | 17,82  |       |
|                   | Polo per le Libertà                | CCD-CDU                                   | 7.697                              | 11,21  |       |
| Totale coalizione | Totale coalizione                  | 35.209                                    | 51,27                              |        |       |
|                   | L'Ulivo                            |                                           | Partito Democratico della Sinistra | 17.235 | 25,09 |
|                   | L'Ulivo                            | Popolari per Prodi (PPI-SVP-PRI-UD-Prodi) | 3.887                              | 5,66   |       |
|                   | L'Ulivo                            | Rinnovamento Italiano                     | 3.847                              | 5,60   |       |
|                   | L'Ulivo                            | Federazione dei Verdi                     | 1.056                              | 1,54   |       |
| Totale coalizione | Totale coalizione                  | 26.025                                    | 37,89                              |        |       |
|                   | Progressisti                       |                                           | Rifondazione Comunista             | 3.979  | 5,79  |
|                   | Movimento Sociale Fiamma Tricolore | Movimento Sociale Fiamma Tricolore        | Movimento Sociale Fiamma Tricolore | 861    | 1,25  |
|                   | Lista Pannella - Sgarbi            | Lista Pannella - Sgarbi                   | Lista Pannella - Sgarbi            | 822    | 1,20  |
|                   | Partito Socialista                 | Partito Socialista                        | Partito Socialista                 | 762    | 1,11  |
|                   | Gruppo Indipendente Libertà        | Gruppo Indipendente Libertà               | Gruppo Indipendente Libertà        | 427    | 0,62  |
|                   | Ambientalisti                      | Ambientalisti                             | Ambientalisti                      | 221    | 0,32  |
|                   | Mani Pulite                        | Mani Pulite                               | Mani Pulite                        | 199    | 0,29  |
|                   | Lega d'Azione Meridionale          | Lega d'Azione Meridionale                 | Lega d'Azione Meridionale          | 179    | 0,26  |
| Totale            | Totale                             | Totale                                    | Totale                             | 68.684 |       |

#### Risultati uninominale
|                               | Antonio Rotundo ✔️ Eletto | L'Ulivo             | 36 789 | 53,12 |  |  |  |  |  |
|                               | Carmelo Giovanni Donno    | Polo per le Libertà | 32 464 | 46,88 |  |  |  |  |  |
| Totale                        | Totale                    | Totale              | 69 253 | 100   |  |  |  |  |  |
|                               |                           |                     |        |       |  |  |  |  |  |
| Fonte: Ministero dell'interno |                           |                     |        |       |  |  |  |  |  |

### XIV legislatura

#### Risultati proporzionale
| Coalizioni        | Coalizioni                | Liste                                 | Liste                     | Voti   | %     |
| ----------------- | ------------------------- | ------------------------------------- | ------------------------- | ------ | ----- |
|                   | Casa delle Libertà        |                                       | Forza Italia              | 19.631 | 28,31 |
|                   | Casa delle Libertà        | Alleanza Nazionale                    | 9.870                     | 14,23  |       |
|                   | Casa delle Libertà        | CCD-CDU                               | 2.044                     | 2,95   |       |
|                   | Casa delle Libertà        | Nuovo PSI                             | 1.016                     | 1,47   |       |
| Totale coalizione | Totale coalizione         | 32.561                                | 46,96                     |        |       |
|                   | L'Ulivo                   |                                       | Democratici di Sinistra   | 11.042 | 15,92 |
|                   | L'Ulivo                   | La Margherita (Dem - PPI - RI- UDEUR) | 10.825                    | 15,61  |       |
|                   | L'Ulivo                   | Il Girasole (FdV - SDI)               | 3.373                     | 4,86   |       |
|                   | L'Ulivo                   | Comunisti Italiani                    | 859                       | 1,24   |       |
| Totale coalizione | Totale coalizione         | 26.099                                | 37,63                     |        |       |
|                   | Lista Di Pietro           | Lista Di Pietro                       | Lista Di Pietro           | 3.576  | 5,16  |
|                   | Rifondazione Comunista    | Rifondazione Comunista                | Rifondazione Comunista    | 2.759  | 3,98  |
|                   | Democrazia Europea        | Democrazia Europea                    | Democrazia Europea        | 1.930  | 2,78  |
|                   | Lista Pannella - Bonino   | Lista Pannella - Bonino               | Lista Pannella - Bonino   | 1.094  | 1,58  |
|                   | Fiamma Tricolore          | Fiamma Tricolore                      | Fiamma Tricolore          | 1.057  | 1,52  |
|                   | Lega d'Azione Meridionale | Lega d'Azione Meridionale             | Lega d'Azione Meridionale | 132    | 0,19  |
|                   | Paese Nuovo               | Paese Nuovo                           | Paese Nuovo               | 105    | 0,15  |
|                   | Abolizione scorporo       | Abolizione scorporo                   | Abolizione scorporo       | 36     | 0,05  |
| Totale            | Totale                    | Totale                                | Totale                    | 69.349 |       |

#### Risultati uninominale
|                               | Antonio Rotundo ✔️ Eletto | L'Ulivo            | 33 826 | 47,18 |  |  |  |  |  |
|                               | Vito Leonardo Aloisi      | Casa delle Libertà | 26 651 | 37,17 |  |  |  |  |  |
|                               | Giovanni Francesco Sabato | Democrazia Europea | 5 604  | 7,82  |  |  |  |  |  |
|                               | Pierpaolo Linciano        | Lista Di Pietro    | 2 573  | 3,59  |  |  |  |  |  |
|                               | Augusta De Matteis        | Fiamma Tricolore   | 1 756  | 2,45  |  |  |  |  |  |
|                               | Anna Iavarone             | Lista Emma Bonino  | 1 287  | 1,80  |  |  |  |  |  |
| Totale                        | Totale                    | Totale             | 71 697 | 100   |  |  |  |  |  |
|                               |                           |                    |        |       |  |  |  |  |  |
| Fonte: Ministero dell'interno |                           |                    |        |       |  |  |  |  |  |